# Quebrando a Cara
Quebrando a cara é um documentário brasileiro sobre o mundo do boxe, dirigido em 1986 por Ugo Giorgetti. O filme destaca o pugilista Éder Jofre, com imagens de suas lutas históricas, algumas com locuções originais para o rádio e depois televisão.
O filme fala da infância de Éder no Parque Peruche, bairro operário de São Paulo. Mostra depoimentos de vários membros das famílias Jofre e também dos Zumbano, parentes e conhecidos igualmente pela atividades e paixão pelo boxe. Há depoimentos de Tonico e Mauro pelo lado dos Jofres, que falam das lutas de Éder que acompanharam de perto, além das lembranças da família e fotos dos já falecidos, principalmente o pai de Éder, Kid Jofre; e dentre os Zumbanos destaca-se a história de Olga Zumbano, famosa lutadora de vale-tudo que tinha um circo e se apresentou em exibições por todo o Brasil; Ralph Zumbano, que era dono de academia de boxe e foi um lutador respeitável antes de Éder; e Ricardo Zumbano (o "Zumbanão"), boxeador, brigador de rua e boêmio que se tornou notório nas noites de São Paulo.
As imagens trazem as lutas principais de Éder, principalmente os embates de 1960 contra Joe Mendel (para decidir o desafiante do campeão mundial) e a grande vitória sobre o mexicano Eloy Sanchez pelo título mundial dos Peso-Galo, em Los Angeles. Éder unificaria o título da categoria em 1962, superando Johnny Caldwell. Aparece também a derrota em 1966 para o japonês Harada (o único lutador que conseguiu vencer Éder profisssionalmente) e o retorno ao título mundial na categoria Peso-Pena, conseguido com uma vitória por pontos contra o cubano José Legrá, numa luta em São Paulo em 1973.
Este filme brasileiro é um documentário está exibido no Cine Brasil na TV Cultura de São Paulo.